# ديك غروف
ديك غروف (بالإنجليزية: Dick Grove)‏ هو معلم موسيقى أمريكي، ولد في 1927 في ليكفيل في الولايات المتحدة، وتوفي في 26 ديسمبر 1998 في لوفلين في الولايات المتحدة.

## وصلات خارجية
- ديك غروف على موقع ميوزك برينز (الإنجليزية)
- ديك غروف على موقع ديسكوغز (الإنجليزية)